# Конкордия (богиня)
Конко́рдия (лат. Concordia) — в древнеримской мифологии богиня согласия и покровительница супружества.
Когда раздор в государстве прекращался, обычно строили храм Конкордии. В 367 году до нашей эры, во время борьбы патрициев и плебеев, диктатор Камилл впервые дал обет построить такой храм. После прекращения борьбы храм Конкордии действительно был построен вблизи Форума. Об основании других храмов Конкордии упоминают Ливий и Плутарх. Праздники в честь Конкордии отмечали 16 января и 30 марта. Она изображалась в виде матроны, держащей в левой руке рог изобилия, а в правой оливковую ветвь или чашу.
Конкордия способствовала согласию и единству граждан Рима, а также являлась покровительницей единодушия родных, особенно супругов. Замужние женщины ежегодно чтили богиню на празднике Каристий (22 февраля). К ней обращались 30 марта (вместе с Pax, Янусом и Салюс) и 1 апреля (с Венерой и Фортуной virilis).
На древних монетах много изображений Конкордии, в виде украшенной венком женской головы или сидячей женской фигуры, обыкновенно с чашей для возлияний в одной руке и рогом изобилия в другой.

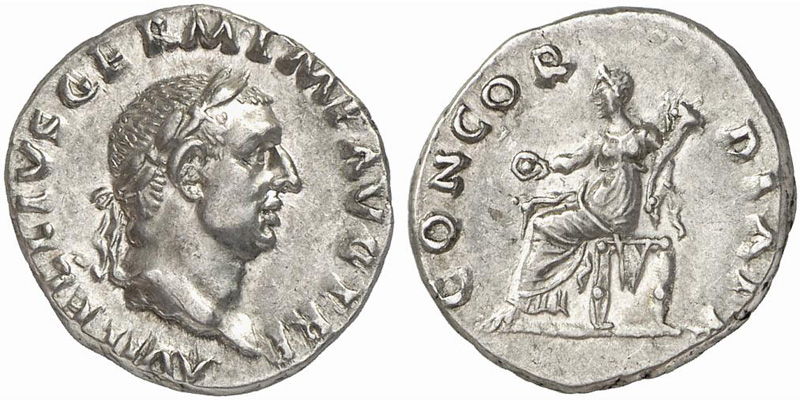
Динарий императора Вителлия (69 год)
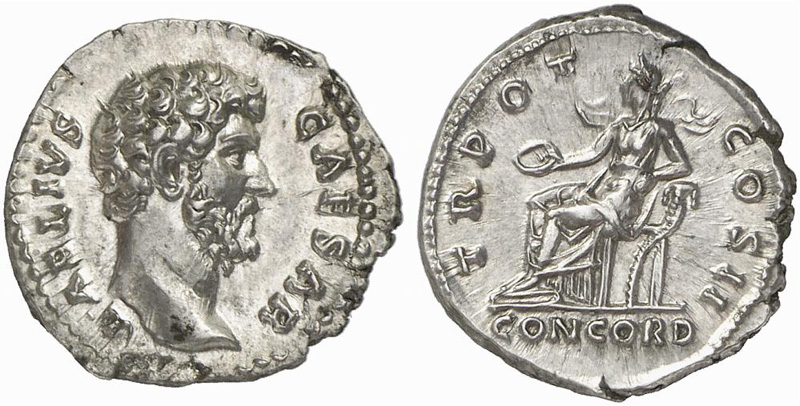
Динарий цезаря Луция Элия (136-138)
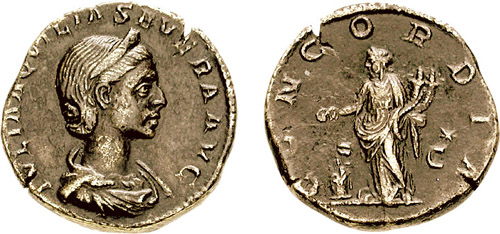
Сестерций в честь весталки Аквилии Северы (220-222)

В греческой мифологии Конкордия соответствует богине Гармонии.
В честь Конкордии назван астероид (58) Конкордия, открытый в 1860 году. В день открытия астероида был подписан Туринский договор между Сардинским королевством и Францией о передаче Франции сардинской провинции Савойя и округа Ницца. Этот договор и послужил основанием для названия.